# Calendar Girl (filme)
Calendar Girl é um filme de romance musical estadunidense dirigido por Allan Dwan e estrelado por Jane Frazee, William Marshall, Gail Patrick, Kenny Baker e Victor McLaglen. Foi lanaçdo em 31 de janeiro de 1947, pela Republic Pictures.
O filme foi reeditado e relançado em 1951 como Stardust and Sweet Music.

## Elenco
- Jane Frazee ...Patricia O'Neill
- William Marshall ...Johnny Bennett
- Gail Patrick ...Olivia Radford
- Kenny Baker ...Byron Jones
- Victor McLaglen ...Matthew O'Neill
- Irene Rich ...Lulu Varden
- James Ellison ...Steve Adams
- Janet Martin ...Tessie
- Franklin Pangborn ...'Dilly' Dillingsworth
- Gus Schilling ...Ed Gaskin
- Charles Arnt ...Capt. Olsen
- Lou Nova ...Clancy
- Emory Parnell ...O Prefeito